# Élections municipales de 1881 dans la Somme
Les élections municipales ont eu lieu les 9 et 16 janvier 1881 dans la Somme.

## Maires sortants et maires élus
Les maires élus à la suite des élections municipales dans les communes de plus de 2 000 habitants :
| Commune                                     | Population | Maire sortant            | Opinion | Opinion     | Maire élu                | Opinion | Opinion     |
| ------------------------------------------- | ---------- | ------------------------ | ------- | ----------- | ------------------------ | ------- | ----------- |
| Abbeville                                   | 19 283     | Albert-Alexandre Carette |         | Rép.        | Albert-Alexandre Carette |         | Rép.        |
| Airaines                                    | 2 025      | Joseph Dantier           |         | Légitimiste | Joseph Dantier           |         | Légitimiste |
| Albert                                      | 5 473      | Charles-Antoine Bruyez   |         | Rép.        | Charles-Antoine Bruyez   |         | Rép.        |
| Amiens                                      | 74 170     | Fédéric Petit            |         | Rad.        | Alphonse Fiquet          |         | Rad.        |
| Beauquesne                                  | 2 286      | Alcide Sévin *           |         | Rad.        | Jean-Baptiste Lagrange   |         | Rép.        |
| Beauval                                     | 2 274      | Édouard Carpentier       |         | Rép.        | Édouard Carpentier       |         | Rép.        |
| Cayeux-sur-Mer                              | 3 178      | Jean-Baptiste Sauvage    |         | Rép.        | Jean-Baptiste Sauvage    |         | Rép.        |
| Corbie                                      | 4 339      | Charles Ducamp           |         | Rép.        | Charles Ducamp           |         | Rép.        |
| Doullens                                    | 4 647      | Victor Sydenham          |         | Libéral     | Victor Sydenham          |         | Libéral     |
| Flixecourt                                  | 2 091      | Prudent Sainte           |         | Rép.        | Prudent Sainte           |         | Rép.        |
| Friville-Escarbotin                         | 2 109      | Joseph Depoilly          |         | Libéral     | François Grandsire       |         | Orléaniste  |
| Ham                                         | 3 043      | Adrien Maurel*           |         | Rép.        | Achille Bernot           |         | Rép.        |
| Montdidier                                  | 4 551      | Félix Baudelocque        |         | Rép.        | Félix Baudelocque        |         | Rép.        |
| Moreuil                                     | 3 335      | Jules Gru                |         | Rép.        | Jules Gru                |         | Rép.        |
| Nesle                                       | 2 406      | Jules Savary             |         | Rép.        | Jules Savary             |         | Rép.        |
| Péronne                                     | 4 696      | Henri Daudré             |         | Rép.        | Henri Daudré             |         | Rép.        |
| Rosières-en-Santerre                        | 2 551      | Alfred Tassart           |         | Libéral     | Alfred Tassart           |         | Libéral     |
| Roye                                        | 4 028      | Émile Duquesnel          |         | Rép.        | Émile Duquesnel          |         | Rép.        |
| Rue                                         | 2 444      | Louis Loisel             |         | Rép.        | Louis Loisel             |         | Rép.        |
| Saint-Valery-sur-Somme                      | 3 506      | Édouard Darras           |         | Légitimiste | Jules Brulé              |         | Rép.        |
| Vignacourt                                  | 3 114      | Charles Copin*           |         | Libéral     | Oscar Queste             |         | Libéral     |
| Villers-Bretonneux                          | 5 911      | Jean-Baptiste Rubin      |         | Rép.        | Ernest Dieu              |         | Rép.        |
| * Ne se représente pas - Maires par intérim |            |                          |         |             |                          |         |             |

### Résultats en nombre de mairies
| Opinions                  | Opinions                  | Maires sortants | Maires élus | Évolution     |
| ------------------------- | ------------------------- | --------------- | ----------- | ------------- |
|                           | Républicains modérés      | 14              | 16          | 2             |
|                           | Conservateurs libéraux    | 4               | 3           | 1             |
|                           | Républicains radicaux     | 2               | 1           | 1             |
| Total gauche républicaine | Total gauche républicaine | 20              | 20          | en stagnation |
|                           | Légitimistes              | 2               | 1           | 1             |
|                           | Orléanistes               | 0               | 1           | 1             |
| Total droite monarchiste  | Total droite monarchiste  | 2               | 2           | en stagnation |
| Total                     | Total                     | 22              | 22          |               |

## Résultats
L'élection des conseillers municipaux étant au scrutin majoritaire plurinominal sous la IIIe République, les résultats indiqués ci-dessous représentent le nombre moyen de voix par liste,.

### Amiens
Maire sortant : Fédéric Petit (Républicain radical) maire par intérim à la suite de la démission d'Alphonse Delpech le 4 septembre 1880.
36 sièges à pourvoir
|                               | Alphonse Fiquet | Républicains (radicaux et modérés) | 8 001  | 73,67  | 36 |  |  |
| Liste de l'Union républicaine |                 |                                    | 8 001  | 73,67  | 36 |  |  |
|                               |                 |                                    |        |        |    |  |  |
| Inscrits                      | Inscrits        | Inscrits                           | 17 790 | 100,00 |    |  |  |
| Abstentions                   | Abstentions     | Abstentions                        | 6 277  | 35,28  |    |  |  |
| Votants                       | Votants         | Votants                            | 11 513 | 64,72  |    |  |  |
| Blancs et nuls                | Blancs et nuls  | Blancs et nuls                     | 652    | 5,66   |    |  |  |
| Exprimés                      | Exprimés        | Exprimés                           | 10 861 | 94,34  |    |  |  |
| * Maire sortant               |                 |                                    |        |        |    |  |  |

Maire élu : Alphonse Fiquet (Républicain radical) 